# 在豪インド人連続襲撃事件
在豪インド人連続襲撃事件（ざいごうインドじん れんぞくしゅうげきじけん）とは、オーストラリアのシドニーやメルボルンで白人青少年による「レッツ・ゴー・カレー・バッシング（Let's go Curry Bashing!）」という合言葉で留学生を始めとするインド人が連続して襲撃された事件を示す。襲撃は殺人事件にいたるほどのものとなっている。

## 経緯
オーストラリア政府は人口増加を目的に1980年代からは白豪主義を撤廃し、多文化主義の多民族共存国家をスローガンとして世界中から移民を受け入れてきた。21世紀になると人口が爆発的に増加傾向のあるインドからの移民・留学生も急激に増え始め、留学生だけでも9万3000人(2009年)となり、その多くがシドニーとメルボルンに在住している。そして職種によってはインド人が独占する職場も見受けられるようになり、インド人を良く思わない風潮が出始め、ついには新聞でも「カレー臭い」「シャワーを浴びろ」などインド人を差別する表現が目立つようになった。
オーストラリアでのインド人の被害者は2009年6月初めから三年前までに約1500人が襲われ、メルボルンはその一年前に遡る期間に70件を上回る襲撃事件が発生し、5月31日にはインド人留学生数千人が抗議の座り込みを行った。一方シドニーでも4月だけで襲撃事件は約20件も発生していたが、そのほとんどの学生は告発して面倒ごとが起こり、永住権が取れなくなるのを恐れて警察に届け出なかった。2009年4月以降は、毎月平均40件以上となっている。

## 影響
これらインド人留学生襲撃の一連の事件はインド本国でも早々に伝わり、インド人のオーストラリアへの反感も強まった。2009年にメルボルン中心部では豪州インド人留学生連盟（FISA）主催の抗議デモがあり、在留インド人3,000人以上が参加。同年6月1日にインドのマンモハン・シン首相がオーストラリアのケビン・ラッド首相と電話で対談、事態の速やかな収拾を要求した。翌2日にはインドのデリー大学で抗議デモが起こり、インドを代表する俳優、アミターブ・バッチャンはクイーンズランド大学からの名誉博士号授与を断りブリスベンの映画祭の出演も辞退した。事件後には、ニューデリーの豪州大使館前で豪国旗やラッド首相の顔写真が燃やされた。
シヴ・セーナー党のバール・タークレー総裁は「政府はただちにインドに進出しているオーストラリア企業の責任者を召喚し、一連の襲撃が収拾しないかぎり、今までのようなビジネス活動は望めないと申し渡すべきだ。また、IPL（インドのプロ・クリケットリーグ）のチームからオーストラリア人選手を外すべきだ」と発言した。
被害が多発している地域ではインド人留学生が自警団を組織して徘徊し始めた。8日には地下鉄駅周辺で自警していたインド人グループが、過去に仲間を襲ったレバノン人グループの男に逆襲する事件も起こった。ラッド首相は6月10日のラジオ放送で事件の背景は人種差別ではないと強調し、オーストラリアは今でも世界有数の安全国だとして平静を呼びかけ、事件の鎮静化をはかった。しかし、2010年1月9日にはメルボルンでインド人が4人組に車ごと火をつけられて大火傷を負った事件が起こり、未だに解決の見込みが立っていない模様である。
2010年のインド人留学生は2009年比で21％減となるとオーストラリア政府は見込んでいる。